# Token não fungível
Um token não fungível (em inglês: non-fungible token, NFT) é um tipo especial de token criptográfico que representa algo único. Diferentemente das criptomoedas como o Bitcoin e de vários outros tokens utilitários, os NFTs não são mutuamente intercambiáveis.
Um item fungível, como o dinheiro, pode ser trocado por outro. Uma cédula de Real pode ser substituída, desde que de mesmo valor. Já os itens infungíveis são como as obras de arte, objetos raros, exemplares únicos, etc. 
O token não fungível representa algo específico e individual, e não pode ser substituído.

## Usos
Os tokens não fungíveis são usados para criar escassez digital verificável, assim como propriedade digital e a possibilidade de interoperabilidade de ativos através de diversas plataformas. Os NFTs são usados em vários aplicativos que requerem itens digitais exclusivos, como arte criptográfica, cripto-colecionáveis e jogos criptografados.

### Arte
Uma das primeiras criptoartes que ganhou uma força significativa foram os "Rare Pepes", eles funcionavam com um sistema blockchain que foi criado para manter a escassez digital verificável, tornando possível trocar, vender e comprar "Rare Pepes". Posteriormente se utilizaria dessa criptoarte para gerar jogos como o Rare Pepe Party. O sistema blockchain foi essencial para aumentar a liberdade e a privacidade dos compradores, já que antes se geria a arte digital através do Digital Rights Management(DRM), criticado por possivelmente monitorar os dados dos usuários, concentrar o poder na mão do publicador e limitar o consumo do conteúdo.
Axiom Zen, uma startup de Vancouver, propôs um novo padrão no blockchain do Ethereum, o ERC-721 que provém framework tecnológico e uma melhor prática de criação e emissão de tokens. Esse padrão permitiu aos desenvolvedores criarem NFTs que podem ser trocados e rastreados no blockchain. As novas possibilidades oferecidas por tal padrão atraíram entusiastas na área de arte a integrar blockchain no seu modelo de negócios, como a Left Gallery, uma galeria de arte digital alemã que oferece arte multimídia para ser comprada e gerida através de blockchain.
A partir do modelo do CryptoPunks, o DADA.art foi construído e lançou o primeiro marketplace para arte digital rara em outubro de 2017.

### Jogos
O primeiro uso de NFTs relacionados a jogos foram jogos de cartas cripto-colecionáveis. Projetos como Age of Chains e Rare Pepes têm usado o protocolo da plataforma Counterparty para emitir cartões de troca de blockchain como NFTs desde 2016.
Posteriormente, jogos populares de blockchain como o CryptoKitties usaram tokens não fungíveis no blockchain do Ethereum. Os NFTs são usados para representar ativos no jogo e são controlados pelo usuário, ao invés do desenvolvedor do jogo. Isso permite que os ativos sejam negociados em mercados terceiros sem a permissão do desenvolvedor do jogo.
Também se pode citar o game Axie Infinity, que se utiliza do NFT para criar Axies (Nomenclatura dada aos personagens) únicos, cada um com uma combinação entre acessórios, habilidades diferentes e aparências distintas.
O mercado interno de compra e venda de Axies movimenta altas quantias, chegando a uma valorização de 7160% somente no ano de 2021.

### Esportes
No âmbito dos esportes, pode-se mencionar a iniciativa mais famosa rentável, NBA Top Shot.
Consiste numa plataforma de compra e vendas de NFT com uma parceira a Liga de Basquete Americana  (NBA) e Associação Americana de jogadores de basquete (National Basketball Players Association).
Dentro da plataforma, ocorrem dois tipos de comercialização. O primeiro tipo são vendas diretas da plataforma, as quais são ofertados cards especiais de jogadores e vídeos de pequena duração com momentos importantes, sejam atuais ou históricos. O segundo tipo de comercialização são as vendas secundárias; realizadas entre os próprios usuários, essas vendas repassam 5% a empresa Dapper Labs, desenvolvedora da plataforma.

### Música
No mercado musical, o uso de NFTs vem crescendo cada vez mais, sendo uma boa alternativa para artistas de médio porte conseguirem uma nova fonte de renda. Este é um mercado tão poderoso e rentável que é possível exemplificar com o caso do DJ 3LAU. 
Pouco antes do aniversário de 3 anos do álbum “Ultraviolet”, 3LAU lançou uma coleção de NFTs contendo 33 itens em um site próprio. Tendo duração de quatro dias, o leilão teve um lucro total de 11,7 milhões de dólares, tendo um de seus itens comprado por 3,6 milhões de dólares.

### Mercado brasileiro
No mercado brasileiro, há diversos exemplos interessantes, já que os NFTs estão se popularizando. No mercado musical, pode-se citar a plataforma  “All Be Tuned”. 
Desenvolvida no Brasil, a plataforma tem o intuito de ajudar artistas independentes. Os principais produtos são conteúdos exclusivos e pequenas porcentagens de direito de distribuição das músicas.
No âmbito esportivo, há os clubes de futebol que já apostam neste mercado. Podemos citar o Atlético Mineiro que já comercializa NFTs, o principal exemplo é a arte feita para a defesa de Victor, contra o Tijuana pelas quartas de finais da Libertadores de 2013.
Por fim, há a escola de samba Império Serrano, que comercializou algumas vantagens em conjunto com NFTs no ano de 2021. Dentro desse pacote, havia versões digitais de ingressos e criptoartes da escola de samba carioca.

## Padrões
Padrões específicos de tokens foram criados para apoiar o uso do blockchain em jogos. Isso inclui o padrão ERC-721 do CryptoKitties e o padrão ERC-1155, mais recente.

### Padrão ERC-721
ERC721 foi o primeiro padrão para representar ativos digitais não fungíveis. ERC721 é um padrão de contrato inteligente Solidity herdável, o que significa que os desenvolvedores podem facilmente criar novos contratos compatíveis com ERC721 ao importá-los da biblioteca OpenZeppelin.

### ERC-1155 Standard
ERC1155 traz a ideia da semifungibilidade para o universo dos NFTs, assim como fornece um superconjunto de funcionalidade de ERC721, o que significa que um ativo ERC721 pode ser construído usando ERC1155.

## Histórico

Black and White Striped Banner (em tradução livre: A Flâmula com Listras Pretas e Brancas), um exemplo de arte NFT produzida por Bullet com base na bandeira do estado de São Paulo

Em 2014, foi criado o primeiro NFT, pelo artista Kevin McCoy e pelo empreendedor Anil Dash, durante um evento no Museu de Arte Contemporânea em Nova York que era palco de novas ideias que conectavam tecnologias inovadoras e arte. Nesse contexto, Anil Dash trabalhou em um projeto que pretendia conceder aos artistas adicionais fontes de renda, além de ter maior controle sobre o seu trabalho. Como demonstração, juntamente com McCoy, criaram o primeiro NFT no blockchain chamado Namecoin, para registrar um videoclipe que sua esposa fez.
No ano de 2015, logo após a criação do Ethereum, surge o primeiro projeto de NFT de seu blockchain, chamado Etheria, que foi apresentado na DEVCON1. Porém, a grande maioria de seus hexágonos comercializáveis permaneceram intactos até 2021, período em que ocorreu um aumento significativo da valorização do NFT. Todos os hexágonos foram vendidos por 1,4 milhões de Ethers e o custo na época de sua criação era em torno de 1 Ether por hexágono.
Em 2017, a Larva Labs lançou pela primeira vez os CryptoPunks, que se resume em um projeto de vários personagens únicos, na plataforma Ethereum. Ao todo são 10 mil figuras e uma delas foi vendida por 917 mil dólares.  Ainda no ano de 2017, surge o jogo CryptoKitties que é um colecionável de gatinhos, também em Ethereum. Cada gato tem seus atributos e raridade o que os torna desejados e por isso comercializados por um preço estipulado pelos compradores. 
Foi criado em 2008 o mundo virtual Decentraland, baseado em blockchain que tinha uma oferta inicial de moedas de 26 milhões de dólares e uma economia interna de 20 milhões de dólares, em setembro do mesmo ano.
Em 2019, a Nike, Inc. patenteou o sistema de blockchain chamado CryptoKicks, no qual a marca pode verificar a autenticidade dos tênis, por meio de NFTs. E ainda assim, é possível conceder uma versão digital do tênis de brinde ao comprador.
Em 2020, a mesma desenvolvedora do jogo CryptoKitties, Dapper Labs, em parceira com a NBA e seus jogadores, lança a versão beta de NBA TopShot, um jogo no qual se coleciona pequenos vídeos e melhores momentos de jogadores e jogadas da NBA, tudo isso registrado em blockchain. Mais tarde, o  projeto foi aberto ao público que gastou mais de 230 milhões de dólares até fevereiro de 2021. 

## Perspectiva atual
Atualmente, os profissionais que vivenciam mais de perto esse universo, apostam que a tecnologia associada ao blockchain veio para ficar, investindo em plataformas mais acessíveis, com curadoria, e até em experiências presenciais atreladas à venda das obras virtuais para familiarizar o público leigo
. Apesar de haver uma discussão sobre os valores dos itens, há quem acredite que determinadas artes, por demandarem pouco custo e tempo de trabalho para serem feitas, não valem o preço que está sendo paga.
Tem sido também uma ótima forma de renda para designers independentes, muitos desenhistas que tinham dificuldades em se encaixar no mercado de trabalho, ou de terem a sua arte valorizada e reconhecida na internet, atualmente estão conseguindo vender suas criptoartes a quem se interesse.
Em 12 de Maio de 2021 nasce em Lisboa, Portugal o primeiro festival físico de criptoarte da Europa o "Rare Effect vol2 - an NFT Festival".

## Controvérsias

### Proximidade com o esquema de pirâmide
Muitos dos negócios envolvendo NFTs, embora não ilegais, guardam semelhanças com as práticas do esquema em pirâmide, pois só quem está no topo, geralmente quem começou a trama, é capaz de lucrar de verdade. Os demais têm que fazer seu investimento prosperar garantindo a entrada de mais gente abaixo deles.

### Impacto ambiental
Embora os NFTs pareçam consumir menos do que grandes mineradoras cripto, eles também exigem muito poder de computação (energia) para lidar com criptografia e validação no blockchain. Contudo, surgiram iniciativas verdes em torno dos NFTs, tal como a venda de compensações de carbono, ou créditos representando uma participação em um projeto ambiental. Em teoria, investir no plantio de uma floresta que filtra o dobro das emissões de carbono produzidas pela criação do NFT parece bom para especialistas, mas não há dados reais disponíveis para validar se somente isso remediaria os danos causados pelo token não fungível.